# Брячислав
Брячисла́в, Бречислав — чоловіче слов'янське особове ім'я. Походить від той хто звенить (бряжчить) славою.

## Особи
- Брячислав Ізяславич — полоцький князь.